# Huaj-nan-ce
A Huaj-nan-ce (Huainanzi) 淮南子 az i. e. 2. században született kínai filozófiai mű állítólagos szerzője Liu An 劉安 (i. e. 179 – i. e. 122), aki a Huaj-nan (Huainan) hercege címet viselte. A mű melynek csak 21 belső fejezete (nej-pien (neipian) 內篇) maradt fenn, a kínai hagyomány az úgy nevezett "eklektikusak" közé Kao Jao (Gao Yao) előszavából megtudhatjuk, hogy a könyv formális irodalmi szimpózium, amely Liu An és az udvaránál tartózkodó vendégek között zajlott. A modern kutatások alapján a legtöbb kutató azon a véleményen van, hogy a Huaj-nan-ce (Huainanzi) alapvető gondolatait tekintve taoista szellemiségű mű. Ennek ellenére a különféle gondolati iskolák hatása, illetve a keletkezés körülménye következtében a Huaj-nan-ce (Huainanzi) hangnemében és nyelvi stílusában rendkívüli módon sokszínű és változó alkotás, jelentős műve az ókori kínai filozófiának és páratlan forrása például a kínai mitológiának.

## A szerző
A mű szerzőjének azt a Liu Ant 劉安 (i. e. 179–122) tartják, aki a Han-dinasztia alapítójának, Kao-cu (Gaozu)nak 高祖 (Liu Pang (Liu Bang) 劉邦) volt az unokája. Már apja Huajnan (Huainan) 淮南 hercege, ő maga i.e. 164-ben kapta meg a címet. Liu Csang (Liu Chang) 劉長 (Liu An apja) anyját Csao (Zhao) 趙 hercege adta a császárnak 199-ben. Még a rákövetkező évben, 198-ban a császár áthaladt Csao (Zhao) államon, de elmulasztotta, hogy illendő módon látogatást tegyen a neki feleséget adományozó hercegnél, ezért a sértett herceg a Csao (Zhao) állam megtámadására összeesküvést szervezett. Az összeesküvésüket 198-ban leleplezték, így a családra üldöztetés várt. Anyja megszülte Liu Csang (Liu Chang)ot, aki 196-ban Huajnan (Huainan) hercege lett. Liu Csang (Liu Chang) idősebb féltestvére, Ven-ti (Wendi) 文帝 uralkodása alatt megölt egy herceget, akit öngyilkos anyja haláláért vádolt. Liu Csang (Liu Chang) ezek után császári méltóságot vett magára és „Keleti Uralkodó”-nak neveztette magát. Erre Ven-ti (Wendi) (a féltestvére) kitelepíttette Su (Shu) 蜀 államba, Liu Csang (Liu Chang) azonban útközben halálra éheztette magát, így 174-ben meghalt. Ven-ti (Wendi) 164-ben a régi Huajnan (Huainan) birtokot szétosztotta Liu Csang (Liu Chang) három fia között, így a legidősebb Liu An kapta a címet. Unokatestvére trónra kerülésekor bosszút akart állni, és 126-ban fellázadt, a császár ekkor még csak kisebb büntetéssel sújtotta. 122-ben azonban nagyobb lázadást szított, mire elrendelték üldözését. Mielőtt azonban a parancs megérkezett volna, Liu An 122-ben önkezével vetett véget életének. Élettörténetét A történetíró feljegyzéseinek 118. fejezete és a Han su (Han shu) 44. fejezete őrizte meg.

## A könyv

### Stiláris sokszínűség
A Han-su (Hanshu) besorolása szerint az "eklektikusok" (ca (za) 雜/杂) közé tartozik. Ez részben annak a ténynek köszönhető, hogy tematikájában olyan különböző területeket érint, mint a kormányzás, az asztronómia, a didaktikus történeti anekdoták, hadászat, vagy a topográfia és a miszticizmus. A másik eklektikusnak is nevezhető jellegzetessége, hogy konfuciánus, taoista, illetve legista nézeteket is tartalmaz. A számos filozófiai iskola hatása ellenére azonban az egész műben felfedezhető az az egyéni megközelítésmód, mely egy alapvetően egységes elméleti keretet ad a sokszínű elképzeléseknek. Az ideológia átvételeket keresve, a mű kiváló szakértője, Charles Le Blanc összesen több mint 800, más műből vett idézetet talált:
- Klasszikusok: Ji-csing (Yijing) (11), Csou-su (Zhoushu) (2), Dalok könyve (Si-king (Shijing)) (10);
- Taoista művek: Lao-ce (Laozi) (99), Csuang-ce (Zhuangzi) (269), Szun-ce ping-fa (Sunzi bingfa) (16), Kuan-ce (Guanzi) (28), Huang Ti sze-csing (Huang Di sijing) (26);
- Konfuciánus művek: Lun jü (Lun yu) (1), Meng-ce (Mengzi) (11), Ce-sze (Zisi) (11), Hszün-ce (Xun-ce) (35), Jen-ce csun-csiu (Yanzi chunqiu) (9);
- Motista művek: Mo-ce (Mozi) (7), Hu Fej-ce (Hu Feizi) (2), Szuj Csao-ce (Sui Zhaozi) (2);
- Legista művek: Han fej-ce (Han Feizi) (72), Sen Pu-haj (Shen Buhai) (3), Sen Tao (Shen Dao) (5);
- Szinkretista művek: Lü-si csun-csiu (Lüshi chunqiu) (190), Si-ce (Shizi) (27), Co Jen (Zou Yan) (1).

A számos idézet, a sok különböző téma, a különféle gondolati iskolák hatása, illetve a keletkezés körülménye következtében a Huaj-nan-ce (Huainanzi) hangnemében és nyelvi stílusában rendkívüli módon sokszínű és változó, mely nemcsak a fejezetek, hanem akár egy-egy bekezdés esetében is tapasztalható.

### Huang-Lao taoizmus
A legtöbb kutató azon a véleményen van, hogy a Huaj-nan-ce (Huainanzi) az úgy nevezett Huang-Lao taoizmus egyik produktuma. Sze-ma Csien (Sima Qian) egyik megjegyzése szerint ez az iskola a taoizmus és a legizmus egységesítésére törekedett, így, ezt támaszthatja alá az a tény, hogy a Huaj-nan-ce (Huainanzi)ben számos helyen felfedezhetjük a legista Han Fej-ce (Han Feizi) gondolatiságát. Ugyanakkor, mások szerint a művet elsősorban a déli hagyományok mestereinek alkotása, s így semmi köze nincs az eredetileg és elsősorban Csi (Qi) államhoz kötődő Huang-Lao tradíció vonulatához.

### A mágusok
A hagyomány szerint Liu An herceg olyan mágusokkal (fang-si (fangshi) 方士) vette magát körbe, akik különböző mágikus technikák (su (shu) 術/术) birtokosai voltak (pl. forrásokat fakasztottak, hegyeket teremtettek, az évszakokat irányították, köhögéssel ködöt hoztak létre stb.). Ezek a mágusok nemcsak a mágikus hagyományokban, hanem a hagyományos konfuciánus művekben is járatosak voltak, akárcsak az álomelemzés, a gyógyítás vagy az alkímia tudományában.

### Meditációs technikák
A Huaj-nan-ce (Huainanzi) számos helyen utal a Han-korban elterjedt meditációs technikákra. Ilyen például a Vang-ce Csiao (Wangzi Qiao) 王子喬 és Cse Szung-ce (Chi Songzi) 赤松子 nevével összefüggésbe hozott légzés-technika, amely lehetővé tette számukra, hogy „a felhők közé emelkedjenek, és közeli kapcsolatot alakítsanak ki az Éggel.” Ezekről a technikákról azonban a Huaj-nan-ce (Huainanzi) gyakran elítélőlen szól, mivel alacsonyabb rendűnek tartja őket bizonyos absztraktabb igazságok megismerésénél.

### Kozmogónia és kozmológia
A Huaj-nan-ce (Huainanzi)ben a mitológiai források között páratlan módon öt különböző világteremtés elméletet is olvasható. Ezek azonban gyakorlatilag csak más-más aspektusban láttatják ugyanazt a lényegi történést: Az 1. fejezetben a kozmogónia a Tao (Dao) szempontjából; a  2. fejezetben a kozmogónia a Lét, a Nem-Lét és az Idő szempontjából; a 3. fejezetben a kozmogónia az Ég és a Föld szempontjából; a 7. fejezetben a kozmogónia az ember szempontjából; a 14. fejezetben a kozmogónia az igaz ember szempontjából. A Huaj-nan-ce (Huainanzi) ugyanakkor nemcsak az univerzum létrejöttének folyamatát, hanem a már létrejött világegyetem és föld leírását is tartalmazza. Részletes leírás található a csillagképekről, a csillagászat különféle témáiról vagy az évszakok váltakozásának elvéről. A hagyományos kínai világképpel összhangban a föld a Huaj-nan-ce (Huainanzi) szerint négyszögletes, középen helyezkedik el a kultúrvilág, körülötte a négy barbár törzs, amit végül a négy tenger határol.

### Politikai utópia
A Huaj-nan-ce (Huainanzi) egyik legfontosabb célja a tökéletes szocio-politikai rend feltételeinek meghatározása. Ez a tökéletes rend elsődlegesen az Igaz Ember (csen-zsen (zhenren) 真人) tulajdonságait birtokló uralkodótól származik, ezért a Huaj-nan-ce (Huainanzi)t felfoghatjuk a politikai utópizmus leírásának vagy a kormányzást segítő útmutatások kézikönyvének is. A kormányzás filozófiai alapjaként a természet és a kormányzás alapvető hasonlatossága szolgál.

### A rezonancia elve
A Huaj-nan-ce (Huainanzi) egyik legrészletesebben kidolgozott filozófiai koncepciója a hatás és reakció, vagy másképpen a rezonancia (kan-jing (ganying)) elve. A 6. fejezetben részletesen tárgyalt elképzelés szerint az univerzumban található összefüggések és hatások egy eleve meghatározott mintát követnek.

### Szerkezete
| Fejezetszám | Címe   | Olvasat                    | Fordítás                         |
| ----------- | ------ | -------------------------- | -------------------------------- |
| 1           | 原道訓 | Jüan-tao (Yuandao)         | A forrás: a Tao (Dao)            |
| 2           | 俶真訓 | Csu-csen (Chuzhen)         | Primordiális valóság             |
| 3           | 天文訓 | Tien-ven (Tianwen)         | Az ég ékességei                  |
| 4           | 墜形訓 | Csuj-hszing (Zhuixing)     | A föld formái                    |
| 5           | 時則訓 | Si-cö (Shize)              | Az évszakok szabályszerűségei    |
| 6           | 覽冥訓 | Lan-ming (Lanming)         | Vizsgálódás a homályban          |
| 7           | 精神訓 | Csing-sen (Jingshen)       | Az esszenciáról és a szellemről  |
| 8           | 本經訓 | Pen-csing (Benjing)        | Alapvető normák                  |
| 9           | 主術訓 | Csu-su (Zhushu)            | Az uralkodó mesterségbeli tudása |
| 10          | 繆稱訓 | Miu-cseng (Miucheng)       | Téves elnevezések                |
| 11          | 齊俗訓 | Csi-szu (Qisu)             | Azonos szokások                  |
| 12          | 道應訓 | Daoying Tao-jing (Daoying) | Megfelelni a Tao (Dao)nak        |
| 13          | 氾論訓 | Fan-lun (Fanlun)           | Általános elmélet                |
| 14          | 詮言訓 | Csüan-jen (Quanyan)        | Példabeszédek                    |
| 15          | 兵略訓 | Binglue Ping-lüe (Binglüe) | A harcászati stratégia           |
| 16          | 說山訓 | Suo-san (Shuoshan)         | Beszélgetés a hegyekről          |
| 17          | 說林訓 | Suo-lin (Shuolin)          | Beszélgetés az erdőkről          |
| 18          | 人間訓 | Zsen-csien (Renjian)       | Az emberi világban               |
| 19          | 脩務訓 | Ju-vu (Youwu)              | A gyakorlás nélkülözhetetlensége |
| 20          | 泰族訓 | Tai-cu (Taizu)             | Nagy újraegyesítés               |
| 21          | 要略   | Yaolue Jao-lüe (Yaolüe)    | Summázat                         |

### Magyarul
- Dawson, Raymond: A kínai civilizáció világa. Osiris Kiadó. Budapest, 2002. ISBN 963 389 3224
- Feng Yu-lan: A kínai filozófia rövid története. Osiris Kiadó. Budapest, 2003. ISBN 963 389 4794
- Henri Maspero: Az ókori Kína. Budapest. Gondolat Kiadó, 1978. ISBN 963-280-595-X
- Tőkei Ferenc: Kínai filozófia. Ókor. 3. kötet. Akadémia Kiadó. Budapest, 1986. ISBN 963-05-4294-3

### Idegen nyelven
- Ames, Roger T. (1983).The Art of Rulership: A Study of Ancient Chinese Political Thought. Honolulu: University of Hawaii Press. ISBN 0-7914-2062-0
- Ames, Roger T. and D.C. Lau. (1998). Yuan Dao: Tracing Dao to Its Source. Ballantine Books.
- Balfour, Frederic H. (1884). Taoist Texts: Ethical, Political, and Speculative. London: Trubner. ISBN 1-59752-175-2.
- Le Blanc, Charles. (1985). Huai-nan Tzu: Philosophical Synthesis in Early Han Thought: The Idea of Resonance (Kan-Ying) With a Translation and Analysis of Chapter Six. Hong Kong: Hong Kong University Press. ISBN 962-209-179-2.
- Major, John S. (1993). Heaven and Earth in Early Han Thought: Chapters Three, Four, and Five of the Huainanzi. Albany: SUNY Press. ISBN 0-7914-1586-4.
- Major, John S., Sarah Queen, Andrew Meyer, and Harold Roth. (2010). The Huainanzi: A Guide to the Theory and Practice of Government in Early Han China, by Liu An, King of Huainan. Columbia University Press. ISBN 978-0-231-14204-5
- McClain, Ernest G. and Ming Shui Hung. "Chinese Cyclic Tunings in Late Antiquity," Ethnomusicology, Vol. 23, No. 2 (May, 1979): 205-224.
- Morgan, Evan S. (1934). Tao, the Great Luminant: Essays from the Huai Nan Tzu. Shanghai: Kelly and Walsh. ASIN: B00085Y8CI.
- Roth, Harold. (1992). The Textual History of the Huai-nan Tzu. Ann Arbor: AAS Monograph Series. ISBN 0-924304-06-5.
- Vankeerberghen, Griet. (2001). The Huainanzi and Liu An's Claim to Moral Authority. Albany. SUNY. ISBN 0-7914-5147-X.
- Wallacker, Benjamin E. (1962). The Huai-nan-tzu, Book Eleven: Behavior, Culture and the Cosmos. New Haven: American Oriental Society. ASIN: B0007DSHAA.

## Lásd még
- Kínai filozófia
- Kínai irodalom
- Kínai mitológia
- Konfucianizmus
- Legizmus
- Motizmus
- Taoizmus
- Ven-ce

## Külső hivatkozások
- A Huaj-nan-ce (Huainanzi) kínai szövege, angol szószedettel:
- A Huaj-nan-ce (Huainanzi)ról a Terebess Ázsia Lexikonban:
- Huaj-nan-ce (Huainanzi) bibliográfia: